# Volta ao Algarve 2020
Volta ao Algarve 2020 var den 46. udgave af det portugisiske landevejscykelløb i Algarve. Løbet foregik i perioden 19. til 23. februar 2020. Løbet var en del af UCI ProSeries 2020 og var i kategorien 2.Pro. Den samlede vinder af løbet blev belgiske Remco Evenepoel fra Deceuninck-Quick Step.

## Ryttere og hold
| UCI WorldTeams (12)- Astana - Ineos - CCC Team - Bora-Hansgrohe - Deceuninck-Quick Step - Groupama-FDJ - Lotto Soudal - UAE Team Emirates - Team Sunweb - Trek-Segafredo - Israel Start-Up Nation - Cofidis UCI ProTeams (5)- Alpecin-Fenix - Caja Rural-Seguros RGA - Circus-Wanty Gobert - Uno-X Norwegian Development - Euskaltel-Euskadi UCI Kontinentalhold (8)- W52-FC Porto - Tavira - Miranda-Mortágua - Aviludo-Louletano - Efapel - Rádio Popular-Boavista - L.A. Aluminios / L.A. Sport - Kelly-InOutBuild-UD Oliveirense |
| |

### Danske ryttere
- Mikkel Bjerg kørte for UAE Team Emirates
- Mads Würtz Schmidt kørte for Israel Start-Up Nation
- Casper Pedersen kørte for Team Sunweb

## Etaperne
| Etape    | Dato     | Start – Mål                | type              | Afstand (km) | Etapevinder        | Førende rytter  |
| -------- | -------- | -------------------------- | ----------------- | ------------ | ------------------ | --------------- |
| 1. etape | 19. feb. | Portimão – Lagos           | flad etape        | 195,6        | Fabio Jakobsen     | Fabio Jakobsen  |
| 2. etape | 20. feb. | Sagres – Fóia              | bjergetape        | 183,9        | Remco Evenepoel    | Remco Evenepoel |
| 3. etape | 21. feb. | Faro – Tavira              | flad etape        | 201,9        | Cees Bol           | Remco Evenepoel |
| 4. etape | 22. feb. | Albufeira – Alto do Malhão | middel bjergetape | 169,7        | Miguel Ángel López | Remco Evenepoel |
| 5. etape | 23. feb. | Lagoa – Lagoa              | enkeltstart       | 20,3         | Remco Evenepoel    | Remco Evenepoel |

### 1. etape
| Portimão - Lagos | flad etape | (195,6 km) |

| \| Etaperesultat \| Etaperesultat \| Etaperesultat \| Etaperesultat \| Etaperesultat \| \| Rytter \| Rytter \| Hold \| Tid \| \| \| ------------- \| ------------------ \| --------------------------- \| ------------- \| ------------- \| \| 1. \| Fabio Jakobsen \| Deceuninck-Quick Step \| 4t 55' 37" \| \| \| 2. \| Elia Viviani \| Cofidis \| + 0" \| \| \| 3. \| Matteo Trentin \| CCC Team \| + 0" \| \| \| 4. \| Alexander Kristoff \| UAE Team Emirates \| + 0" \| \| \| 5. \| Jon Aberasturi \| Caja Rural-Seguros RGA \| + 0" \| \| \| 6. \| Cees Bol \| Team Sunweb \| + 0" \| \| \| 7. \| Roger Kluge \| Lotto-Soudal \| + 0" \| \| \| 8. \| Davide Cimolai \| Israel Start-Up Nation \| + 0" \| \| \| 9. \| Daniel Hoelgaard \| Uno-X Norwegian Development \| + 0" \| \| \| 10. \| Edward Theuns \| Trek-Segafredo \| + 0" \| \| |                    |                             |            |
| |                    |                             |            |
| Kilde: ProCyclingStats |                    |                             |            |
| Etaperesultat |                    |                             |            |
| Rytter | Rytter             | Hold                        | Tid        |
| 1. | Fabio Jakobsen     | Deceuninck-Quick Step       | 4t 55' 37" |
| 2. | Elia Viviani       | Cofidis                     | + 0"       |
| 3. | Matteo Trentin     | CCC Team                    | + 0"       |
| 4. | Alexander Kristoff | UAE Team Emirates           | + 0"       |
| 5. | Jon Aberasturi     | Caja Rural-Seguros RGA      | + 0"       |
| 6. | Cees Bol           | Team Sunweb                 | + 0"       |
| 7. | Roger Kluge        | Lotto-Soudal                | + 0"       |
| 8. | Davide Cimolai     | Israel Start-Up Nation      | + 0"       |
| 9. | Daniel Hoelgaard   | Uno-X Norwegian Development | + 0"       |
| 10. | Edward Theuns      | Trek-Segafredo              | + 0"       |

| \| Samlede stilling \| Samlede stilling \| Samlede stilling \| Samlede stilling \| Samlede stilling \| \| Rytter \| Rytter \| Hold \| Tid \| \| \| ---------------- \| ------------------ \| --------------------------- \| ---------------- \| ---------------- \| \| 1. \| Fabio Jakobsen \| Deceuninck-Quick Step \| 4t 55' 37" \| \| \| 2. \| Elia Viviani \| Cofidis \| + 0" \| \| \| 3. \| Matteo Trentin \| CCC Team \| + 0" \| \| \| 4. \| Alexander Kristoff \| UAE Team Emirates \| + 0" \| \| \| 5. \| Jon Aberasturi \| Caja Rural-Seguros RGA \| + 0" \| \| \| 6. \| Cees Bol \| Team Sunweb \| + 0" \| \| \| 7. \| Roger Kluge \| Lotto-Soudal \| + 0" \| \| \| 8. \| Davide Cimolai \| Israel Start-Up Nation \| + 0" \| \| \| 9. \| Daniel Hoelgaard \| Uno-X Norwegian Development \| + 0" \| \| \| 10. \| Edward Theuns \| Trek-Segafredo \| + 0" \| \| |                    |                             |            |
| |                    |                             |            |
| Kilde: ProCyclingStats |                    |                             |            |
| Samlede stilling |                    |                             |            |
| Rytter | Rytter             | Hold                        | Tid        |
| 1. | Fabio Jakobsen     | Deceuninck-Quick Step       | 4t 55' 37" |
| 2. | Elia Viviani       | Cofidis                     | + 0"       |
| 3. | Matteo Trentin     | CCC Team                    | + 0"       |
| 4. | Alexander Kristoff | UAE Team Emirates           | + 0"       |
| 5. | Jon Aberasturi     | Caja Rural-Seguros RGA      | + 0"       |
| 6. | Cees Bol           | Team Sunweb                 | + 0"       |
| 7. | Roger Kluge        | Lotto-Soudal                | + 0"       |
| 8. | Davide Cimolai     | Israel Start-Up Nation      | + 0"       |
| 9. | Daniel Hoelgaard   | Uno-X Norwegian Development | + 0"       |
| 10. | Edward Theuns      | Trek-Segafredo              | + 0"       |

### 2. etape
| Sagres - Fóia | bjergetape | (183,9 km) |

| \| Etaperesultat \| Etaperesultat \| Etaperesultat \| Etaperesultat \| Etaperesultat \| \| Rytter \| Rytter \| Hold \| Tid \| \| \| ------------- \| --------------------- \| ------------------------------------ \| ------------- \| ------------- \| \| 1. \| Remco Evenepoel \| Deceuninck-Quick Step \| 4t 46' 38" \| \| \| 2. \| Maximilian Schachmann \| Bora-Hansgrohe \| + 0" \| \| \| 3. \| Daniel Martin \| Israel Start-Up Nation \| + 2" \| \| \| 4. \| Rui Costa \| UAE Team Emirates \| + 2" \| \| \| 5. \| Tim Wellens \| Lotto-Soudal \| + 2" \| \| \| 6. \| Miguel Ángel López \| Astana \| + 5" \| \| \| 7. \| Frederico Figueiredo \| Atum General-Tavira-Maria Nova Hotel \| + 8" \| \| \| 8. \| Vincenzo Nibali \| Trek-Segafredo \| + 8" \| \| \| 9. \| Bauke Mollema \| Trek-Segafredo \| + 8" \| \| \| 10. \| Amaro Antunes \| W52-FC Porto \| + 8" \| \| |                       |                                      |            |
| |                       |                                      |            |
| Kilde: ProCyclingStats |                       |                                      |            |
| Etaperesultat |                       |                                      |            |
| Rytter | Rytter                | Hold                                 | Tid        |
| 1. | Remco Evenepoel       | Deceuninck-Quick Step                | 4t 46' 38" |
| 2. | Maximilian Schachmann | Bora-Hansgrohe                       | + 0"       |
| 3. | Daniel Martin         | Israel Start-Up Nation               | + 2"       |
| 4. | Rui Costa             | UAE Team Emirates                    | + 2"       |
| 5. | Tim Wellens           | Lotto-Soudal                         | + 2"       |
| 6. | Miguel Ángel López    | Astana                               | + 5"       |
| 7. | Frederico Figueiredo  | Atum General-Tavira-Maria Nova Hotel | + 8"       |
| 8. | Vincenzo Nibali       | Trek-Segafredo                       | + 8"       |
| 9. | Bauke Mollema         | Trek-Segafredo                       | + 8"       |
| 10. | Amaro Antunes         | W52-FC Porto                         | + 8"       |

| \| Samlede stilling \| Samlede stilling \| Samlede stilling \| Samlede stilling \| Samlede stilling \| \| Rytter \| Rytter \| Hold \| Tid \| \| \| ---------------- \| --------------------- \| ------------------------------------ \| ---------------- \| ---------------- \| \| 1. \| Remco Evenepoel \| Deceuninck-Quick Step \| 9t 42' 15" \| \| \| 2. \| Maximilian Schachmann \| Bora-Hansgrohe \| + 0" \| \| \| 3. \| Rui Costa \| UAE Team Emirates \| + 2" \| \| \| 4. \| Daniel Martin \| Israel Start-Up Nation \| + 2" \| \| \| 5. \| Tim Wellens \| Lotto-Soudal \| + 2" \| \| \| 6. \| Miguel Ángel López \| Astana \| + 5" \| \| \| 7. \| Amaro Antunes \| W52-FC Porto \| + 8" \| \| \| 8. \| Vincenzo Nibali \| Trek-Segafredo \| + 8" \| \| \| 9. \| Bauke Mollema \| Trek-Segafredo \| + 8" \| \| \| 10. \| Frederico Figueiredo \| Atum General-Tavira-Maria Nova Hotel \| + 8" \| \| |                       |                                      |            |
| |                       |                                      |            |
| Kilde: ProCyclingStats |                       |                                      |            |
| Samlede stilling |                       |                                      |            |
| Rytter | Rytter                | Hold                                 | Tid        |
| 1. | Remco Evenepoel       | Deceuninck-Quick Step                | 9t 42' 15" |
| 2. | Maximilian Schachmann | Bora-Hansgrohe                       | + 0"       |
| 3. | Rui Costa             | UAE Team Emirates                    | + 2"       |
| 4. | Daniel Martin         | Israel Start-Up Nation               | + 2"       |
| 5. | Tim Wellens           | Lotto-Soudal                         | + 2"       |
| 6. | Miguel Ángel López    | Astana                               | + 5"       |
| 7. | Amaro Antunes         | W52-FC Porto                         | + 8"       |
| 8. | Vincenzo Nibali       | Trek-Segafredo                       | + 8"       |
| 9. | Bauke Mollema         | Trek-Segafredo                       | + 8"       |
| 10. | Frederico Figueiredo  | Atum General-Tavira-Maria Nova Hotel | + 8"       |

### 3. etape
| Faro - Tavira | flad etape | (201,9 km) |

| \| Etaperesultat \| Etaperesultat \| Etaperesultat \| Etaperesultat \| Etaperesultat \| \| Rytter \| Rytter \| Hold \| Tid \| \| \| ------------- \| ------------------ \| --------------------------- \| ------------- \| ------------- \| \| 1. \| Cees Bol \| Team Sunweb \| 5t 00' 51" \| \| \| 2. \| Sacha Modolo \| Alpecin-Fenix \| + 0" \| \| \| 3. \| Fabio Jakobsen \| Deceuninck-Quick Step \| + 0" \| \| \| 4. \| Alexander Kristoff \| UAE Team Emirates \| + 0" \| \| \| 5. \| Daniel Hoelgaard \| Uno-X Norwegian Development \| + 0" \| \| \| 6. \| Ryan Mullen \| Trek-Segafredo \| + 0" \| \| \| 7. \| Elia Viviani \| Cofidis \| + 0" \| \| \| 8. \| Roger Kluge \| Lotto-Soudal \| + 0" \| \| \| 9. \| Jon Aberasturi \| Caja Rural-Seguros RGA \| + 0" \| \| \| 10. \| Tom Devriendt \| Circus-Wanty Gobert \| + 0" \| \| |                    |                             |            |
| |                    |                             |            |
| Kilde: ProCyclingStats |                    |                             |            |
| Etaperesultat |                    |                             |            |
| Rytter | Rytter             | Hold                        | Tid        |
| 1. | Cees Bol           | Team Sunweb                 | 5t 00' 51" |
| 2. | Sacha Modolo       | Alpecin-Fenix               | + 0"       |
| 3. | Fabio Jakobsen     | Deceuninck-Quick Step       | + 0"       |
| 4. | Alexander Kristoff | UAE Team Emirates           | + 0"       |
| 5. | Daniel Hoelgaard   | Uno-X Norwegian Development | + 0"       |
| 6. | Ryan Mullen        | Trek-Segafredo              | + 0"       |
| 7. | Elia Viviani       | Cofidis                     | + 0"       |
| 8. | Roger Kluge        | Lotto-Soudal                | + 0"       |
| 9. | Jon Aberasturi     | Caja Rural-Seguros RGA      | + 0"       |
| 10. | Tom Devriendt      | Circus-Wanty Gobert         | + 0"       |

| \| Samlede stilling \| Samlede stilling \| Samlede stilling \| Samlede stilling \| Samlede stilling \| \| Rytter \| Rytter \| Hold \| Tid \| \| \| ---------------- \| --------------------- \| ------------------------------------ \| ---------------- \| ---------------- \| \| 1. \| Remco Evenepoel \| Deceuninck-Quick Step \| 14t 43' 06" \| \| \| 2. \| Maximilian Schachmann \| Bora-Hansgrohe \| + 0" \| \| \| 3. \| Daniel Martin \| Israel Start-Up Nation \| + 2" \| \| \| 4. \| Rui Costa \| UAE Team Emirates \| + 2" \| \| \| 5. \| Tim Wellens \| Lotto-Soudal \| + 2" \| \| \| 6. \| Miguel Ángel López \| Astana \| + 5" \| \| \| 7. \| Amaro Antunes \| W52-FC Porto \| + 8" \| \| \| 8. \| Vincenzo Nibali \| Trek-Segafredo \| + 8" \| \| \| 9. \| Bauke Mollema \| Trek-Segafredo \| + 8" \| \| \| 10. \| Frederico Figueiredo \| Atum General-Tavira-Maria Nova Hotel \| + 8" \| \| |                       |                                      |             |
| |                       |                                      |             |
| Kilde: ProCyclingStats |                       |                                      |             |
| Samlede stilling |                       |                                      |             |
| Rytter | Rytter                | Hold                                 | Tid         |
| 1. | Remco Evenepoel       | Deceuninck-Quick Step                | 14t 43' 06" |
| 2. | Maximilian Schachmann | Bora-Hansgrohe                       | + 0"        |
| 3. | Daniel Martin         | Israel Start-Up Nation               | + 2"        |
| 4. | Rui Costa             | UAE Team Emirates                    | + 2"        |
| 5. | Tim Wellens           | Lotto-Soudal                         | + 2"        |
| 6. | Miguel Ángel López    | Astana                               | + 5"        |
| 7. | Amaro Antunes         | W52-FC Porto                         | + 8"        |
| 8. | Vincenzo Nibali       | Trek-Segafredo                       | + 8"        |
| 9. | Bauke Mollema         | Trek-Segafredo                       | + 8"        |
| 10. | Frederico Figueiredo  | Atum General-Tavira-Maria Nova Hotel | + 8"        |

### 4. etape
| Albufeira - Alto do Malhão | middel bjergetape | (169,7 km) |

| \| Etaperesultat \| Etaperesultat \| Etaperesultat \| Etaperesultat \| Etaperesultat \| \| Rytter \| Rytter \| Hold \| Tid \| \| \| ------------- \| --------------------- \| ---------------------- \| ------------- \| ------------- \| \| 1. \| Miguel Ángel López \| Astana \| 4t 32' 25" \| \| \| 2. \| Daniel Martin \| Israel Start-Up Nation \| + 2" \| \| \| 3. \| Remco Evenepoel \| Deceuninck-Quick Step \| + 4" \| \| \| 4. \| Maximilian Schachmann \| Bora-Hansgrohe \| + 4" \| \| \| 5. \| Rui Costa \| UAE Team Emirates \| + 5" \| \| \| 6. \| Simon Geschke \| CCC Team \| + 14" \| \| \| 7. \| Amaro Antunes \| W52-FC Porto \| + 14" \| \| \| 8. \| Bauke Mollema \| Trek-Segafredo \| + 14" \| \| \| 9. \| Jan Polanc \| UAE Team Emirates \| + 19" \| \| \| 10. \| Tim Wellens \| Lotto-Soudal \| + 21" \| \| |                       |                        |            |
| |                       |                        |            |
| Kilde: ProCyclingStats |                       |                        |            |
| Etaperesultat |                       |                        |            |
| Rytter | Rytter                | Hold                   | Tid        |
| 1. | Miguel Ángel López    | Astana                 | 4t 32' 25" |
| 2. | Daniel Martin         | Israel Start-Up Nation | + 2"       |
| 3. | Remco Evenepoel       | Deceuninck-Quick Step  | + 4"       |
| 4. | Maximilian Schachmann | Bora-Hansgrohe         | + 4"       |
| 5. | Rui Costa             | UAE Team Emirates      | + 5"       |
| 6. | Simon Geschke         | CCC Team               | + 14"      |
| 7. | Amaro Antunes         | W52-FC Porto           | + 14"      |
| 8. | Bauke Mollema         | Trek-Segafredo         | + 14"      |
| 9. | Jan Polanc            | UAE Team Emirates      | + 19"      |
| 10. | Tim Wellens           | Lotto-Soudal           | + 21"      |

| \| Samlede stilling \| Samlede stilling \| Samlede stilling \| Samlede stilling \| Samlede stilling \| \| Rytter \| Rytter \| Hold \| Tid \| \| \| ---------------- \| --------------------- \| ------------------------------------ \| ---------------- \| ---------------- \| \| 1. \| Remco Evenepoel \| Deceuninck-Quick Step \| 18t 59' 35" \| \| \| 2. \| Daniel Martin \| Israel Start-Up Nation \| + 0" \| \| \| 3. \| Maximilian Schachmann \| Bora-Hansgrohe \| + 0" \| \| \| 4. \| Miguel Ángel López \| Astana \| + 1" \| \| \| 5. \| Rui Costa \| UAE Team Emirates \| + 3" \| \| \| 6. \| Amaro Antunes \| W52-FC Porto \| + 18" \| \| \| 7. \| Bauke Mollema \| Trek-Segafredo \| + 18" \| \| \| 8. \| Tim Wellens \| Lotto-Soudal \| + 19" \| \| \| 9. \| Simon Geschke \| CCC Team \| + 24" \| \| \| 10. \| Frederico Figueiredo \| Atum General-Tavira-Maria Nova Hotel \| + 31" \| \| |                       |                                      |             |
| |                       |                                      |             |
| Kilde: ProCyclingStats |                       |                                      |             |
| Samlede stilling |                       |                                      |             |
| Rytter | Rytter                | Hold                                 | Tid         |
| 1. | Remco Evenepoel       | Deceuninck-Quick Step                | 18t 59' 35" |
| 2. | Daniel Martin         | Israel Start-Up Nation               | + 0"        |
| 3. | Maximilian Schachmann | Bora-Hansgrohe                       | + 0"        |
| 4. | Miguel Ángel López    | Astana                               | + 1"        |
| 5. | Rui Costa             | UAE Team Emirates                    | + 3"        |
| 6. | Amaro Antunes         | W52-FC Porto                         | + 18"       |
| 7. | Bauke Mollema         | Trek-Segafredo                       | + 18"       |
| 8. | Tim Wellens           | Lotto-Soudal                         | + 19"       |
| 9. | Simon Geschke         | CCC Team                             | + 24"       |
| 10. | Frederico Figueiredo  | Atum General-Tavira-Maria Nova Hotel | + 31"       |

### 5. etape
| Lagoa - Lagoa | enkeltstart | (20,3 km) |

| \| Etaperesultat \| Etaperesultat \| Etaperesultat \| Etaperesultat \| Etaperesultat \| \| Rytter \| Rytter \| Hold \| Tid \| \| \| ------------- \| --------------------- \| ---------------------- \| ------------- \| ------------- \| \| 1. \| Remco Evenepoel \| Deceuninck-Quick Step \| 24' 07" \| \| \| 2. \| Rohan Dennis \| Team Ineos \| + 10" \| \| \| 3. \| Stefan Küng \| Groupama-FDJ \| + 19" \| \| \| 4. \| Maximilian Schachmann \| Bora-Hansgrohe \| + 38" \| \| \| 5. \| Miguel Ángel López \| Astana \| + 38" \| \| \| 6. \| Michał Kwiatkowski \| Team Ineos \| + 38" \| \| \| 7. \| Patrick Bevin \| CCC Team \| + 38" \| \| \| 8. \| Yves Lampaert \| Deceuninck-Quick Step \| + 46" \| \| \| 9. \| Nils Politt \| Israel Start-Up Nation \| + 47" \| \| \| 10. \| Mads Würtz Schmidt \| Israel Start-Up Nation \| + 48" \| \| |                       |                        |         |
| |                       |                        |         |
| Kilde: ProCyclingStats |                       |                        |         |
| Etaperesultat |                       |                        |         |
| Rytter | Rytter                | Hold                   | Tid     |
| 1. | Remco Evenepoel       | Deceuninck-Quick Step  | 24' 07" |
| 2. | Rohan Dennis          | Team Ineos             | + 10"   |
| 3. | Stefan Küng           | Groupama-FDJ           | + 19"   |
| 4. | Maximilian Schachmann | Bora-Hansgrohe         | + 38"   |
| 5. | Miguel Ángel López    | Astana                 | + 38"   |
| 6. | Michał Kwiatkowski    | Team Ineos             | + 38"   |
| 7. | Patrick Bevin         | CCC Team               | + 38"   |
| 8. | Yves Lampaert         | Deceuninck-Quick Step  | + 46"   |
| 9. | Nils Politt           | Israel Start-Up Nation | + 47"   |
| 10. | Mads Würtz Schmidt    | Israel Start-Up Nation | + 48"   |

## Resultater
| \| Samlede stilling \| Samlede stilling \| Samlede stilling \| Samlede stilling \| Samlede stilling \| \| Rytter \| Rytter \| Hold \| Tid \| \| \| ---------------- \| --------------------- \| --------------------- \| ---------------- \| ---------------- \| \| 1. \| Remco Evenepoel \| Deceuninck-Quick Step \| 19t 23' 42" \| \| \| 2. \| Maximilian Schachmann \| Bora-Hansgrohe \| + 38" \| \| \| 3. \| Miguel Ángel López \| Astana \| + 39" \| \| \| 4. \| Rui Costa \| UAE Team Emirates \| + 56" \| \| \| 5. \| Tim Wellens \| Lotto-Soudal \| + 1' 17" \| \| \| 6. \| Simon Geschke \| CCC Team \| + 1' 18" \| \| \| 7. \| Lennard Kämna \| Bora-Hansgrohe \| + 1' 26" \| \| \| 8. \| Bauke Mollema \| Trek-Segafredo \| + 1' 31" \| \| \| 9. \| João Almeida \| Deceuninck-Quick Step \| + 1' 40" \| \| \| 10. \| Amaro Antunes \| W52-FC Porto \| + 1' 57" \| \| |                       |                       |             |
| |                       |                       |             |
| Kilde: ProCyclingStats |                       |                       |             |
| Samlede stilling |                       |                       |             |
| Rytter | Rytter                | Hold                  | Tid         |
| 1. | Remco Evenepoel       | Deceuninck-Quick Step | 19t 23' 42" |
| 2. | Maximilian Schachmann | Bora-Hansgrohe        | + 38"       |
| 3. | Miguel Ángel López    | Astana                | + 39"       |
| 4. | Rui Costa             | UAE Team Emirates     | + 56"       |
| 5. | Tim Wellens           | Lotto-Soudal          | + 1' 17"    |
| 6. | Simon Geschke         | CCC Team              | + 1' 18"    |
| 7. | Lennard Kämna         | Bora-Hansgrohe        | + 1' 26"    |
| 8. | Bauke Mollema         | Trek-Segafredo        | + 1' 31"    |
| 9. | João Almeida          | Deceuninck-Quick Step | + 1' 40"    |
| 10. | Amaro Antunes         | W52-FC Porto          | + 1' 57"    |

| Samlede stilling | Samlede stilling      | Samlede stilling      | Samlede stilling | Samlede stilling |
| Rytter           | Rytter                | Hold                  | Tid              |                  |
| ---------------- | --------------------- | --------------------- | ---------------- | ---------------- |
| 1.               | Remco Evenepoel       | Deceuninck-Quick Step | 19t 23' 42"      |                  |
| 2.               | Maximilian Schachmann | Bora-Hansgrohe        | + 38"            |                  |
| 3.               | Miguel Ángel López    | Astana                | + 39"            |                  |
| 4.               | Rui Costa             | UAE Team Emirates     | + 56"            |                  |
| 5.               | Tim Wellens           | Lotto-Soudal          | + 1' 17"         |                  |
| 6.               | Simon Geschke         | CCC Team              | + 1' 18"         |                  |
| 7.               | Lennard Kämna         | Bora-Hansgrohe        | + 1' 26"         |                  |
| 8.               | Bauke Mollema         | Trek-Segafredo        | + 1' 31"         |                  |
| 9.               | João Almeida          | Deceuninck-Quick Step | + 1' 40"         |                  |
| 10.              | Amaro Antunes         | W52-FC Porto          | + 1' 57"         |                  |

| Pointkonkurrence | Pointkonkurrence      | Pointkonkurrence       | Pointkonkurrence | Pointkonkurrence |
| Rytter           | Rytter                | Hold                   | Point            |                  |
| ---------------- | --------------------- | ---------------------- | ---------------- | ---------------- |
| 1.               | Fabio Jakobsen        | Deceuninck-Quick Step  | 41 point         |                  |
| 2.               | Cees Bol              | Team Sunweb            | 33 point         |                  |
| 3.               | Alexander Kristoff    | UAE Team Emirates      | 26 point         |                  |
| 4.               | Elia Viviani          | Cofidis                | 26 point         |                  |
| 5.               | Remco Evenepoel       | Deceuninck-Quick Step  | 25 point         |                  |
| 6.               | Daniel Martin         | Israel Start-Up Nation | 22 point         |                  |
| 7.               | Miguel Ángel López    | Astana                 | 20 point         |                  |
| 8.               | Maximilian Schachmann | Bora-Hansgrohe         | 20 point         |                  |
| 9.               | Sacha Modolo          | Alpecin-Fenix          | 20 point         |                  |
| 10.              | Rui Costa             | UAE Team Emirates      | 16 point         |                  |

| Pointkonkurrence | Pointkonkurrence      | Pointkonkurrence       | Pointkonkurrence | Pointkonkurrence |
| Rytter           | Rytter                | Hold                   | Point            |                  |
| ---------------- | --------------------- | ---------------------- | ---------------- | ---------------- |
| 1.               | Fabio Jakobsen        | Deceuninck-Quick Step  | 41 point         |                  |
| 2.               | Cees Bol              | Team Sunweb            | 33 point         |                  |
| 3.               | Alexander Kristoff    | UAE Team Emirates      | 26 point         |                  |
| 4.               | Elia Viviani          | Cofidis                | 26 point         |                  |
| 5.               | Remco Evenepoel       | Deceuninck-Quick Step  | 25 point         |                  |
| 6.               | Daniel Martin         | Israel Start-Up Nation | 22 point         |                  |
| 7.               | Miguel Ángel López    | Astana                 | 20 point         |                  |
| 8.               | Maximilian Schachmann | Bora-Hansgrohe         | 20 point         |                  |
| 9.               | Sacha Modolo          | Alpecin-Fenix          | 20 point         |                  |
| 10.              | Rui Costa             | UAE Team Emirates      | 16 point         |                  |

| Bjergkonkurrence | Bjergkonkurrence      | Bjergkonkurrence                     | Bjergkonkurrence | Bjergkonkurrence |
| Rytter           | Rytter                | Hold                                 | Point            |                  |
| ---------------- | --------------------- | ------------------------------------ | ---------------- | ---------------- |
| 1.               | Dries De Bondt        | Alpecin-Fenix                        | 17 point         |                  |
| 2.               | Remco Evenepoel       | Deceuninck-Quick Step                | 15 point         |                  |
| 3.               | Tiago Antunes         | Efapel                               | 14 point         |                  |
| 4.               | João Rodrigues        | W52-FC Porto                         | 10 point         |                  |
| 5.               | Daniel Martin         | Israel Start-Up Nation               | 10 point         |                  |
| 6.               | Maximilian Schachmann | Bora-Hansgrohe                       | 10 point         |                  |
| 7.               | Aleksandr Grigorjev   | Atum General-Tavira-Maria Nova Hotel | 7 point          |                  |
| 8.               | Miguel Ángel López    | Astana                               | 6 point          |                  |
| 9.               | Frederico Figueiredo  | Atum General-Tavira-Maria Nova Hotel | 6 point          |                  |
| 10.              | Michael Schär         | CCC Team                             | 6 point          |                  |

| Bjergkonkurrence | Bjergkonkurrence      | Bjergkonkurrence                     | Bjergkonkurrence | Bjergkonkurrence |
| Rytter           | Rytter                | Hold                                 | Point            |                  |
| ---------------- | --------------------- | ------------------------------------ | ---------------- | ---------------- |
| 1.               | Dries De Bondt        | Alpecin-Fenix                        | 17 point         |                  |
| 2.               | Remco Evenepoel       | Deceuninck-Quick Step                | 15 point         |                  |
| 3.               | Tiago Antunes         | Efapel                               | 14 point         |                  |
| 4.               | João Rodrigues        | W52-FC Porto                         | 10 point         |                  |
| 5.               | Daniel Martin         | Israel Start-Up Nation               | 10 point         |                  |
| 6.               | Maximilian Schachmann | Bora-Hansgrohe                       | 10 point         |                  |
| 7.               | Aleksandr Grigorjev   | Atum General-Tavira-Maria Nova Hotel | 7 point          |                  |
| 8.               | Miguel Ángel López    | Astana                               | 6 point          |                  |
| 9.               | Frederico Figueiredo  | Atum General-Tavira-Maria Nova Hotel | 6 point          |                  |
| 10.              | Michael Schär         | CCC Team                             | 6 point          |                  |

| Ungdomskonkurrence | Ungdomskonkurrence  | Ungdomskonkurrence          | Ungdomskonkurrence | Ungdomskonkurrence |
| Rytter             | Rytter              | Hold                        | Tid                |                    |
| ------------------ | ------------------- | --------------------------- | ------------------ | ------------------ |
| 1.                 | Remco Evenepoel     | Deceuninck-Quick Step       | 19t 23' 42"        |                    |
| 2.                 | João Almeida        | Deceuninck-Quick Step       | + 1' 40"           |                    |
| 3.                 | Ilan Van Wilder     | Team Sunweb                 | + 3' 39"           |                    |
| 4.                 | Andreas Leknessund  | Uno-X Norwegian Development | + 3' 48"           |                    |
| 5.                 | Kevin Geniets       | Groupama-FDJ                | + 4' 20"           |                    |
| 6.                 | Harold Tejada       | Astana                      | + 4' 44"           |                    |
| 7.                 | Torjus Sleen        | Uno-X Norwegian Development | + 6' 07"           |                    |
| 8.                 | Juan Fernando Calle | Caja Rural-Seguros RGA      | + 12' 59"          |                    |
| 9.                 | Brent Van Moer      | Lotto-Soudal                | + 14' 14"          |                    |
| 10.                | Nicolás Sáenz       | Efapel                      | + 17' 50"          |                    |

| Ungdomskonkurrence | Ungdomskonkurrence  | Ungdomskonkurrence          | Ungdomskonkurrence | Ungdomskonkurrence |
| Rytter             | Rytter              | Hold                        | Tid                |                    |
| ------------------ | ------------------- | --------------------------- | ------------------ | ------------------ |
| 1.                 | Remco Evenepoel     | Deceuninck-Quick Step       | 19t 23' 42"        |                    |
| 2.                 | João Almeida        | Deceuninck-Quick Step       | + 1' 40"           |                    |
| 3.                 | Ilan Van Wilder     | Team Sunweb                 | + 3' 39"           |                    |
| 4.                 | Andreas Leknessund  | Uno-X Norwegian Development | + 3' 48"           |                    |
| 5.                 | Kevin Geniets       | Groupama-FDJ                | + 4' 20"           |                    |
| 6.                 | Harold Tejada       | Astana                      | + 4' 44"           |                    |
| 7.                 | Torjus Sleen        | Uno-X Norwegian Development | + 6' 07"           |                    |
| 8.                 | Juan Fernando Calle | Caja Rural-Seguros RGA      | + 12' 59"          |                    |
| 9.                 | Brent Van Moer      | Lotto-Soudal                | + 14' 14"          |                    |
| 10.                | Nicolás Sáenz       | Efapel                      | + 17' 50"          |                    |

### Holdkonkurrencen
| Holdkonkurrence | Holdkonkurrence       | Holdkonkurrence | Holdkonkurrence |
| Hold            | Hold                  | Tid             |                 |
| --------------- | --------------------- | --------------- | --------------- |
| 1.              | Ineos                 | 58t 19' 43"     |                 |
| 2.              | UAE Team Emirates     | + 25"           |                 |
| 3.              | CCC Team              | + 1' 51"        |                 |
| 4.              | Astana                | + 2' 41"        |                 |
| 5.              | Deceuninck-Quick Step | + 5' 09"        |                 |

## Startliste
| Astana AST | Astana AST               | Astana AST |
| ---------- | ------------------------ | ---------- |
| Nr.        | Rytter                   | Placering  |
| 1          | Miguel Ángel López (COL) | 3.         |
| 2          | Luis León Sánchez (ESP)  | DNS-5      |
| 3          | Zjandos Bizjigitov (KAZ) | 117.       |
| 4          | Rodrigo Contreras (COL)  | 28.        |
| 5          | Davide Martinelli (ITA)  | 94.        |
| 6          | Jurij Natarov (KAZ)      | 62.        |
| 7          | Harold Tejada (COL)      | 23.        |

| Bora-Hansgrohe BOH | Bora-Hansgrohe BOH                     | Bora-Hansgrohe BOH |
| ------------------ | -------------------------------------- | ------------------ |
| Nr.                | Rytter                                 | Placering          |
| 11                 | Jempy Drucker (LUX)                    | 82.                |
| 12                 | Felix Großschartner (AUT)              | 109.               |
| 13                 | Lennard Kämna (GER)                    | 7.                 |
| 14                 | Martin Laas (EST)                      | 124.               |
| 15                 | Lukas Pöstlberger (AUT)                | 88.                |
| 16                 | Maximilian Schachmann (GER) (landevej) | 2.                 |
| 17                 | Andreas Schillinger (GER)              | 130.               |

| CCC Team CCC | CCC Team CCC               | CCC Team CCC |
| ------------ | -------------------------- | ------------ |
| Nr.          | Rytter                     | Placering    |
| 21           | Greg Van Avermaet (BEL)    | 13.          |
| 22           | Matteo Trentin (ITA)       | 43.          |
| 23           | Simon Geschke (GER)        | 6.           |
| 24           | Michael Schär (SUI)        | 59.          |
| 25           | Gijs Van Hoecke (BEL)      | 63.          |
| 26           | Nathan Van Hooydonck (BEL) | 33.          |
| 27           | Patrick Bevin (NZL)        | 58.          |

| Cofidis COF | Cofidis COF                   | Cofidis COF |
| ----------- | ----------------------------- | ----------- |
| Nr.         | Rytter                        | Placering   |
| 31          | Elia Viviani (ITA) (landevej) | 132.        |
| 32          | Simone Consonni (ITA)         | DNS-5       |
| 33          | Mathias Le Turnier (FRA)      | 65.         |
| 34          | Luis Ángel Maté (ESP)         | 37.         |
| 35          | Marco Mathis (GER)            | 118.        |
| 36          | Fabio Sabatini (ITA)          | 157.        |
| 37          | Kenneth Vanbilsen (BEL)       | DNS-1       |

| Deceuninck-Quick Step DQT | Deceuninck-Quick Step DQT           | Deceuninck-Quick Step DQT |
| ------------------------- | ----------------------------------- | ------------------------- |
| Nr.                       | Rytter                              | Placering                 |
| 41                        | João Almeida (POR)                  | 9.                        |
| 42                        | Tim Declercq (BEL)                  | 53.                       |
| 43                        | Remco Evenepoel (BEL) (enkeltstart) | 1.                        |
| 44                        | Fabio Jakobsen (NED) (landevej)     | 131.                      |
| 45                        | Iljo Keisse (BEL)                   | 137.                      |
| 46                        | Yves Lampaert (BEL)                 | 75.                       |
| 47                        | Florian Sénéchal (FRA)              | 81.                       |

| Groupama-FDJ GFC | Groupama-FDJ GFC             | Groupama-FDJ GFC |
| ---------------- | ---------------------------- | ---------------- |
| Nr.              | Rytter                       | Placering        |
| 51               | Alexys Brunel (FRA)          | DNF-3            |
| 52               | Kevin Geniets (LUX)          | 22.              |
| 53               | Simon Guglielmi (FRA)        | 71.              |
| 54               | Stefan Küng (SUI) (landevej) | 30.              |
| 55               | Olivier Le Gac (FRA)         | 25.              |
| 56               | Tobias Ludvigsson (SWE)      | 47.              |
| 57               | Jake Stewart (GBR)           | 110.             |

| Israel Start-Up Nation ISN | Israel Start-Up Nation ISN | Israel Start-Up Nation ISN |
| -------------------------- | -------------------------- | -------------------------- |
| Nr.                        | Rytter                     | Placering                  |
| 61                         | Daniel Martin (IRL)        | 11.                        |
| 62                         | Guillaume Boivin (CAN)     | 86.                        |
| 63                         | Davide Cimolai (ITA)       | 106.                       |
| 64                         | Nils Politt (GER)          | 52.                        |
| 65                         | Jenthe Biermans (BEL)      | 80.                        |
| 66                         | Reto Hollenstein (SUI)     | 69.                        |
| 67                         | Mads Würtz Schmidt (DEN)   | 38.                        |

| Lotto-Soudal LTS | Lotto-Soudal LTS       | Lotto-Soudal LTS |
| ---------------- | ---------------------- | ---------------- |
| Nr.              | Rytter                 | Placering        |
| 71               | Jonathan Dibben (GBR)  | 127.             |
| 72               | Philippe Gilbert (BEL) | 31.              |
| 73               | Roger Kluge (GER)      | DNF-4            |
| 74               | Nikolas Maes (BEL)     | DNS-5            |
| 75               | Brent Van Moer (BEL)   | 51.              |
| 77               | Tim Wellens (BEL)      | 5.               |
| 78               | Frederik Frison (BEL)  | 68.              |

| Team Ineos INS | Team Ineos INS                   | Team Ineos INS |
| -------------- | -------------------------------- | -------------- |
| Nr.            | Rytter                           | Placering      |
| 81             | Rohan Dennis (AUS) (enkeltstart) | 55.            |
| 82             | Michał Kwiatkowski (POL)         | 14.            |
| 83             | Luke Rowe (GBR)                  | 119.           |
| 84             | Ben Swift (GBR) (landevej)       | 20.            |
| 85             | Geraint Thomas (GBR)             | 21.            |
| 86             | Dylan van Baarle (NED)           | DNS-1          |
| 87             | Cameron Wurf (AUS)               | 97.            |

| Team Sunweb SUN | Team Sunweb SUN       | Team Sunweb SUN |
| --------------- | --------------------- | --------------- |
| Nr.             | Rytter                | Placering       |
| 91              | Nikias Arndt (GER)    | 77.             |
| 92              | Cees Bol (NED)        | 112.            |
| 93              | Nico Denz (GER)       | 128.            |
| 94              | Nils Eekhoff (NED)    | 119.            |
| 95              | Casper Pedersen (DEN) | 64.             |
| 96              | Jasha Sütterlin (GER) | 123.            |
| 97              | Ilan Van Wilder (BEL) | 17.             |

| Trek-Segafredo TFS | Trek-Segafredo TFS    | Trek-Segafredo TFS |
| ------------------ | --------------------- | ------------------ |
| Nr.                | Rytter                | Placering          |
| 101                | Koen de Kort (NED)    | DNS-4              |
| 102                | Bauke Mollema (NED)   | 8.                 |
| 103                | Ryan Mullen (IRL)     | 111.               |
| 104                | Vincenzo Nibali (ITA) | 12.                |
| 105                | Antonio Nibali (ITA)  | 54.                |
| 106                | Jasper Stuyven (BEL)  | 150.               |
| 107                | Edward Theuns (BEL)   | DNS-5              |

| UAE Team Emirates UAD | UAE Team Emirates UAD    | UAE Team Emirates UAD |
| --------------------- | ------------------------ | --------------------- |
| Nr.                   | Rytter                   | Placering             |
| 111                   | Mikkel Bjerg (DEN)       | 116.                  |
| 112                   | Tom Bohli (SUI)          | 143.                  |
| 113                   | Rui Costa (POR)          | 4.                    |
| 114                   | Joe Dombrowski (USA)     | 29.                   |
| 115                   | Alexander Kristoff (NOR) | 73.                   |
| 116                   | Ivo Oliveira (POR)       | 113.                  |
| 117                   | Jan Polanc (SLO)         | 15.                   |

| Alpecin-Fenix AFC | Alpecin-Fenix AFC          | Alpecin-Fenix AFC |
| ----------------- | -------------------------- | ----------------- |
| Nr.               | Rytter                     | Placering         |
| 121               | Mathieu van der Poel (NED) | 45.               |
| 122               | Dries De Bondt (BEL)       | 100.              |
| 123               | Senne Leysen (BEL)         | 92.               |
| 124               | Sacha Modolo (ITA)         | 99.               |
| 126               | Kristian Sbaragli (ITA)    | 35.               |
| 127               | Otto Vergaerde (BEL)       | 67.               |

| Caja Rural-Seguros RGA CJR | Caja Rural-Seguros RGA CJR | Caja Rural-Seguros RGA CJR |
| -------------------------- | -------------------------- | -------------------------- |
| Nr.                        | Rytter                     | Placering                  |
| 131                        | Jon Aberasturi (ESP)       | 104.                       |
| 132                        | David González López (ESP) | 145.                       |
| 133                        | Aritz Bagües (ESP)         | 105.                       |
| 134                        | Oier Lazkano (ESP)         | 91.                        |
| 135                        | Héctor Sáez (ESP)          | 61.                        |
| 136                        | Matteo Malucelli (ITA)     | 139.                       |
| 137                        | Juan Fernando Calle (COL)  | 46.                        |

| Circus-Wanty Gobert CWG | Circus-Wanty Gobert CWG | Circus-Wanty Gobert CWG |
| ----------------------- | ----------------------- | ----------------------- |
| Nr.                     | Rytter                  | Placering               |
| 141                     | Aimé De Gendt (BEL)     | 122.                    |
| 142                     | Tom Devriendt (BEL)     | 142.                    |
| 143                     | Wesley Kreder (NED)     | 151.                    |
| 144                     | Xandro Meurisse (BEL)   | 18.                     |
| 145                     | Simone Petilli (ITA)    | 36.                     |
| 146                     | Boy van Poppel (NED)    | 156.                    |
| 147                     | Danny van Poppel (NED)  | 135.                    |

| Fundación-Orbea FOR | Fundación-Orbea FOR   | Fundación-Orbea FOR |
| ------------------- | --------------------- | ------------------- |
| Nr.                 | Rytter                | Placering           |
| 151                 | Mikel Aristi (ESP)    | 144.                |
| 152                 | Antonio Angulo (ESP)  | 114.                |
| 153                 | Julen Irizar (ESP)    | 70.                 |
| 154                 | Garikoitz Bravo (ESP) | 44.                 |
| 155                 | Gotzon Martín (ESP)   | 39.                 |
| 156                 | Diego López (ESP)     | 147.                |
| 157                 | Iker Ballarin (ESP)   | 98.                 |

| Uno-X Norwegian Development UXT | Uno-X Norwegian Development UXT | Uno-X Norwegian Development UXT |
| ------------------------------- | ------------------------------- | ------------------------------- |
| Nr.                             | Rytter                          | Placering                       |
| 161                             | Daniel Hoelgaard (NOR)          | 85.                             |
| 162                             | Markus Hoelgaard (NOR)          | 42.                             |
| 163                             | Anders Skaarseth (NOR)          | 78.                             |
| 164                             | Erik Nordsæter Resell (NOR)     | 87.                             |
| 165                             | Kristian Kulset (NOR)           | 120.                            |
| 166                             | Torjus Sleen (NOR)              | 27.                             |
| 167                             | Andreas Leknessund (NOR)        | 19.                             |

| Atum General-Tavira-Maria Nova Hotel ATM | Atum General-Tavira-Maria Nova Hotel ATM | Atum General-Tavira-Maria Nova Hotel ATM |
| ---------------------------------------- | ---------------------------------------- | ---------------------------------------- |
| Nr.                                      | Rytter                                   | Placering                                |
| 171                                      | Frederico Figueiredo (POR)               | 26.                                      |
| 172                                      | Aleksandr Grigorjev (RUS)                | 121.                                     |
| 173                                      | Álvaro Trueba (ESP)                      | 159.                                     |
| 174                                      | César Martingil (POR)                    | 148.                                     |
| 175                                      | Alejandro Marque (ESP)                   | 24.                                      |
| 176                                      | David Livramento (POR)                   | 161.                                     |
| 177                                      | Valter Pereira (POR)                     |                                          |

| Aviludo-Louletano AVL | Aviludo-Louletano AVL          | Aviludo-Louletano AVL |
| --------------------- | ------------------------------ | --------------------- |
| Nr.                   | Rytter                         | Placering             |
| 181                   | Vicente García de Mateos (ESP) | 16.                   |
| 182                   | Nuno Meireles (POR)            | 155.                  |
| 183                   | David de la Fuente (ESP)       | 108.                  |
| 184                   | João Matias (POR)              | DNF-2                 |
| 185                   | Jesús del Pino (ESP)           | 134.                  |
| 186                   | André Evangelista (POR)        | HD-5                  |
| 187                   | Óscar Hernández (ESP)          | 76.                   |

| Efapel EFP | Efapel EFP            | Efapel EFP |
| ---------- | --------------------- | ---------- |
| Nr.        | Rytter                | Placering  |
| 191        | Sérgio Paulinho (POR) | 146.       |
| 192        | Luís Mendonça (POR)   | 60.        |
| 193        | Tiago Machado (POR)   | 49.        |
| 194        | Tiago Antunes (POR)   | 140.       |
| 195        | Pedro Paulinho (POR)  | DNF-4      |
| 196        | Nicolás Sáenz (COL)   | 57.        |
| 197        | Gerard Armillas (ESP) | 125.       |

| Kelly-Simoldes-UDO KSU | Kelly-Simoldes-UDO KSU  | Kelly-Simoldes-UDO KSU |
| ---------------------- | ----------------------- | ---------------------- |
| Nr.                    | Rytter                  | Placering              |
| 201                    | Henrique Casimiro (POR) | 66.                    |
| 202                    | Luís Gomes (POR)        | 40.                    |

| intet hold ___ | intet hold ___            | intet hold ___ |
| -------------- | ------------------------- | -------------- |
| Nr.            | Rytter                    | Placering      |
| 203            | Venceslau Fernandes (POR) | 129.           |

| Kelly-Simoldes-UDO KSU | Kelly-Simoldes-UDO KSU   | Kelly-Simoldes-UDO KSU |
| ---------------------- | ------------------------ | ---------------------- |
| Nr.                    | Rytter                   | Placering              |
| 204                    | Rafael Lourenço (POR)    | 72.                    |
| 205                    | Pedro Miguel Lopes (POR) | 102.                   |
| 206                    | Fabio Costa (POR)        | 133.                   |
| 207                    | Pedro José Lopes (POR)   | 158.                   |

| LA Alumínios-LA Sport LAA | LA Alumínios-LA Sport LAA | LA Alumínios-LA Sport LAA |
| ------------------------- | ------------------------- | ------------------------- |
| Nr.                       | Rytter                    | Placering                 |
| 211                       | Emanuel Duarte (POR)      | 136.                      |
| 212                       | Gonçalo Leaça (POR)       | 107.                      |
| 213                       | André Ramalho (POR)       | 91.                       |
| 214                       | David Ribeiro (POR)       | 149.                      |
| 215                       | Marvin Scheulen (POR)     | 120.                      |
| 216                       | Bruno Silva (POR)         | 138.                      |
| 217                       | Carlos Salgueiro (POR)    | 154.                      |

| Miranda-Mortágua MIR | Miranda-Mortágua MIR         | Miranda-Mortágua MIR |
| -------------------- | ---------------------------- | -------------------- |
| Nr.                  | Rytter                       | Placering            |
| 221                  | Hugo Sancho (POR)            | 103.                 |
| 222                  | Gaspar Gonçalves (POR)       | 89.                  |
| 223                  | Daniel Freitas (POR)         | 96.                  |
| 224                  | Joaquim Silva (POR)          | 50.                  |
| 225                  | João Barbosa (POR)           | 153.                 |
| 226                  | Ángel Sánchez Rebollid (ESP) | 115.                 |
| 227                  | Leangel Linarez (VEN)        | 160.                 |

| Rádio Popular-Boavista RPB | Rádio Popular-Boavista RPB  | Rádio Popular-Boavista RPB |
| -------------------------- | --------------------------- | -------------------------- |
| Nr.                        | Rytter                      | Placering                  |
| 231                        | Alberto Gallego (ESP)       | 41.                        |
| 232                        | João Benta (POR)            | 83.                        |
| 233                        | Gonçalo Carvalho (POR)      | 95.                        |
| 234                        | Afonso Silva (POR)          | 101.                       |
| 235                        | Luís Felipe Fernandes (POR) | 32.                        |
| 236                        | Hugo Nunes (POR)            | 74.                        |
| 237                        | David Rodrigues (POR)       | 90.                        |

| W52-FC Porto W52 | W52-FC Porto W52      | W52-FC Porto W52 |
| ---------------- | --------------------- | ---------------- |
| Nr.              | Rytter                | Placering        |
| 241              | Amaro Antunes (POR)   | 10.              |
| 242              | Ricardo Mestre (POR)  | 79.              |
| 243              | Daniel Mestre (POR)   | 56.              |
| 244              | Jorge Magalhães (POR) | 152.             |
| 245              | Edgar Pinto (POR)     | 34.              |
| 246              | João Rodrigues (POR)  | 48.              |
| 247              | Samuel Caldeira (POR) | 84.              |

| Astana AST | Astana AST               | Astana AST |
| ---------- | ------------------------ | ---------- |
| Nr.        | Rytter                   | Placering  |
| 1          | Miguel Ángel López (COL) | 3.         |
| 2          | Luis León Sánchez (ESP)  | DNS-5      |
| 3          | Zjandos Bizjigitov (KAZ) | 117.       |
| 4          | Rodrigo Contreras (COL)  | 28.        |
| 5          | Davide Martinelli (ITA)  | 94.        |
| 6          | Jurij Natarov (KAZ)      | 62.        |
| 7          | Harold Tejada (COL)      | 23.        |

| Bora-Hansgrohe BOH | Bora-Hansgrohe BOH                     | Bora-Hansgrohe BOH |
| ------------------ | -------------------------------------- | ------------------ |
| Nr.                | Rytter                                 | Placering          |
| 11                 | Jempy Drucker (LUX)                    | 82.                |
| 12                 | Felix Großschartner (AUT)              | 109.               |
| 13                 | Lennard Kämna (GER)                    | 7.                 |
| 14                 | Martin Laas (EST)                      | 124.               |
| 15                 | Lukas Pöstlberger (AUT)                | 88.                |
| 16                 | Maximilian Schachmann (GER) (landevej) | 2.                 |
| 17                 | Andreas Schillinger (GER)              | 130.               |

| CCC Team CCC | CCC Team CCC               | CCC Team CCC |
| ------------ | -------------------------- | ------------ |
| Nr.          | Rytter                     | Placering    |
| 21           | Greg Van Avermaet (BEL)    | 13.          |
| 22           | Matteo Trentin (ITA)       | 43.          |
| 23           | Simon Geschke (GER)        | 6.           |
| 24           | Michael Schär (SUI)        | 59.          |
| 25           | Gijs Van Hoecke (BEL)      | 63.          |
| 26           | Nathan Van Hooydonck (BEL) | 33.          |
| 27           | Patrick Bevin (NZL)        | 58.          |

| Cofidis COF | Cofidis COF                   | Cofidis COF |
| ----------- | ----------------------------- | ----------- |
| Nr.         | Rytter                        | Placering   |
| 31          | Elia Viviani (ITA) (landevej) | 132.        |
| 32          | Simone Consonni (ITA)         | DNS-5       |
| 33          | Mathias Le Turnier (FRA)      | 65.         |
| 34          | Luis Ángel Maté (ESP)         | 37.         |
| 35          | Marco Mathis (GER)            | 118.        |
| 36          | Fabio Sabatini (ITA)          | 157.        |
| 37          | Kenneth Vanbilsen (BEL)       | DNS-1       |

| Deceuninck-Quick Step DQT | Deceuninck-Quick Step DQT           | Deceuninck-Quick Step DQT |
| ------------------------- | ----------------------------------- | ------------------------- |
| Nr.                       | Rytter                              | Placering                 |
| 41                        | João Almeida (POR)                  | 9.                        |
| 42                        | Tim Declercq (BEL)                  | 53.                       |
| 43                        | Remco Evenepoel (BEL) (enkeltstart) | 1.                        |
| 44                        | Fabio Jakobsen (NED) (landevej)     | 131.                      |
| 45                        | Iljo Keisse (BEL)                   | 137.                      |
| 46                        | Yves Lampaert (BEL)                 | 75.                       |
| 47                        | Florian Sénéchal (FRA)              | 81.                       |

| Groupama-FDJ GFC | Groupama-FDJ GFC             | Groupama-FDJ GFC |
| ---------------- | ---------------------------- | ---------------- |
| Nr.              | Rytter                       | Placering        |
| 51               | Alexys Brunel (FRA)          | DNF-3            |
| 52               | Kevin Geniets (LUX)          | 22.              |
| 53               | Simon Guglielmi (FRA)        | 71.              |
| 54               | Stefan Küng (SUI) (landevej) | 30.              |
| 55               | Olivier Le Gac (FRA)         | 25.              |
| 56               | Tobias Ludvigsson (SWE)      | 47.              |
| 57               | Jake Stewart (GBR)           | 110.             |

| Israel Start-Up Nation ISN | Israel Start-Up Nation ISN | Israel Start-Up Nation ISN |
| -------------------------- | -------------------------- | -------------------------- |
| Nr.                        | Rytter                     | Placering                  |
| 61                         | Daniel Martin (IRL)        | 11.                        |
| 62                         | Guillaume Boivin (CAN)     | 86.                        |
| 63                         | Davide Cimolai (ITA)       | 106.                       |
| 64                         | Nils Politt (GER)          | 52.                        |
| 65                         | Jenthe Biermans (BEL)      | 80.                        |
| 66                         | Reto Hollenstein (SUI)     | 69.                        |
| 67                         | Mads Würtz Schmidt (DEN)   | 38.                        |

| Lotto-Soudal LTS | Lotto-Soudal LTS       | Lotto-Soudal LTS |
| ---------------- | ---------------------- | ---------------- |
| Nr.              | Rytter                 | Placering        |
| 71               | Jonathan Dibben (GBR)  | 127.             |
| 72               | Philippe Gilbert (BEL) | 31.              |
| 73               | Roger Kluge (GER)      | DNF-4            |
| 74               | Nikolas Maes (BEL)     | DNS-5            |
| 75               | Brent Van Moer (BEL)   | 51.              |
| 77               | Tim Wellens (BEL)      | 5.               |
| 78               | Frederik Frison (BEL)  | 68.              |

| Team Ineos INS | Team Ineos INS                   | Team Ineos INS |
| -------------- | -------------------------------- | -------------- |
| Nr.            | Rytter                           | Placering      |
| 81             | Rohan Dennis (AUS) (enkeltstart) | 55.            |
| 82             | Michał Kwiatkowski (POL)         | 14.            |
| 83             | Luke Rowe (GBR)                  | 119.           |
| 84             | Ben Swift (GBR) (landevej)       | 20.            |
| 85             | Geraint Thomas (GBR)             | 21.            |
| 86             | Dylan van Baarle (NED)           | DNS-1          |
| 87             | Cameron Wurf (AUS)               | 97.            |

| Team Sunweb SUN | Team Sunweb SUN       | Team Sunweb SUN |
| --------------- | --------------------- | --------------- |
| Nr.             | Rytter                | Placering       |
| 91              | Nikias Arndt (GER)    | 77.             |
| 92              | Cees Bol (NED)        | 112.            |
| 93              | Nico Denz (GER)       | 128.            |
| 94              | Nils Eekhoff (NED)    | 119.            |
| 95              | Casper Pedersen (DEN) | 64.             |
| 96              | Jasha Sütterlin (GER) | 123.            |
| 97              | Ilan Van Wilder (BEL) | 17.             |

| Trek-Segafredo TFS | Trek-Segafredo TFS    | Trek-Segafredo TFS |
| ------------------ | --------------------- | ------------------ |
| Nr.                | Rytter                | Placering          |
| 101                | Koen de Kort (NED)    | DNS-4              |
| 102                | Bauke Mollema (NED)   | 8.                 |
| 103                | Ryan Mullen (IRL)     | 111.               |
| 104                | Vincenzo Nibali (ITA) | 12.                |
| 105                | Antonio Nibali (ITA)  | 54.                |
| 106                | Jasper Stuyven (BEL)  | 150.               |
| 107                | Edward Theuns (BEL)   | DNS-5              |

| UAE Team Emirates UAD | UAE Team Emirates UAD    | UAE Team Emirates UAD |
| --------------------- | ------------------------ | --------------------- |
| Nr.                   | Rytter                   | Placering             |
| 111                   | Mikkel Bjerg (DEN)       | 116.                  |
| 112                   | Tom Bohli (SUI)          | 143.                  |
| 113                   | Rui Costa (POR)          | 4.                    |
| 114                   | Joe Dombrowski (USA)     | 29.                   |
| 115                   | Alexander Kristoff (NOR) | 73.                   |
| 116                   | Ivo Oliveira (POR)       | 113.                  |
| 117                   | Jan Polanc (SLO)         | 15.                   |

| Alpecin-Fenix AFC | Alpecin-Fenix AFC          | Alpecin-Fenix AFC |
| ----------------- | -------------------------- | ----------------- |
| Nr.               | Rytter                     | Placering         |
| 121               | Mathieu van der Poel (NED) | 45.               |
| 122               | Dries De Bondt (BEL)       | 100.              |
| 123               | Senne Leysen (BEL)         | 92.               |
| 124               | Sacha Modolo (ITA)         | 99.               |
| 126               | Kristian Sbaragli (ITA)    | 35.               |
| 127               | Otto Vergaerde (BEL)       | 67.               |

| Caja Rural-Seguros RGA CJR | Caja Rural-Seguros RGA CJR | Caja Rural-Seguros RGA CJR |
| -------------------------- | -------------------------- | -------------------------- |
| Nr.                        | Rytter                     | Placering                  |
| 131                        | Jon Aberasturi (ESP)       | 104.                       |
| 132                        | David González López (ESP) | 145.                       |
| 133                        | Aritz Bagües (ESP)         | 105.                       |
| 134                        | Oier Lazkano (ESP)         | 91.                        |
| 135                        | Héctor Sáez (ESP)          | 61.                        |
| 136                        | Matteo Malucelli (ITA)     | 139.                       |
| 137                        | Juan Fernando Calle (COL)  | 46.                        |

| Circus-Wanty Gobert CWG | Circus-Wanty Gobert CWG | Circus-Wanty Gobert CWG |
| ----------------------- | ----------------------- | ----------------------- |
| Nr.                     | Rytter                  | Placering               |
| 141                     | Aimé De Gendt (BEL)     | 122.                    |
| 142                     | Tom Devriendt (BEL)     | 142.                    |
| 143                     | Wesley Kreder (NED)     | 151.                    |
| 144                     | Xandro Meurisse (BEL)   | 18.                     |
| 145                     | Simone Petilli (ITA)    | 36.                     |
| 146                     | Boy van Poppel (NED)    | 156.                    |
| 147                     | Danny van Poppel (NED)  | 135.                    |

| Fundación-Orbea FOR | Fundación-Orbea FOR   | Fundación-Orbea FOR |
| ------------------- | --------------------- | ------------------- |
| Nr.                 | Rytter                | Placering           |
| 151                 | Mikel Aristi (ESP)    | 144.                |
| 152                 | Antonio Angulo (ESP)  | 114.                |
| 153                 | Julen Irizar (ESP)    | 70.                 |
| 154                 | Garikoitz Bravo (ESP) | 44.                 |
| 155                 | Gotzon Martín (ESP)   | 39.                 |
| 156                 | Diego López (ESP)     | 147.                |
| 157                 | Iker Ballarin (ESP)   | 98.                 |

| Uno-X Norwegian Development UXT | Uno-X Norwegian Development UXT | Uno-X Norwegian Development UXT |
| ------------------------------- | ------------------------------- | ------------------------------- |
| Nr.                             | Rytter                          | Placering                       |
| 161                             | Daniel Hoelgaard (NOR)          | 85.                             |
| 162                             | Markus Hoelgaard (NOR)          | 42.                             |
| 163                             | Anders Skaarseth (NOR)          | 78.                             |
| 164                             | Erik Nordsæter Resell (NOR)     | 87.                             |
| 165                             | Kristian Kulset (NOR)           | 120.                            |
| 166                             | Torjus Sleen (NOR)              | 27.                             |
| 167                             | Andreas Leknessund (NOR)        | 19.                             |

| Atum General-Tavira-Maria Nova Hotel ATM | Atum General-Tavira-Maria Nova Hotel ATM | Atum General-Tavira-Maria Nova Hotel ATM |
| ---------------------------------------- | ---------------------------------------- | ---------------------------------------- |
| Nr.                                      | Rytter                                   | Placering                                |
| 171                                      | Frederico Figueiredo (POR)               | 26.                                      |
| 172                                      | Aleksandr Grigorjev (RUS)                | 121.                                     |
| 173                                      | Álvaro Trueba (ESP)                      | 159.                                     |
| 174                                      | César Martingil (POR)                    | 148.                                     |
| 175                                      | Alejandro Marque (ESP)                   | 24.                                      |
| 176                                      | David Livramento (POR)                   | 161.                                     |
| 177                                      | Valter Pereira (POR)                     |                                          |

| Aviludo-Louletano AVL | Aviludo-Louletano AVL          | Aviludo-Louletano AVL |
| --------------------- | ------------------------------ | --------------------- |
| Nr.                   | Rytter                         | Placering             |
| 181                   | Vicente García de Mateos (ESP) | 16.                   |
| 182                   | Nuno Meireles (POR)            | 155.                  |
| 183                   | David de la Fuente (ESP)       | 108.                  |
| 184                   | João Matias (POR)              | DNF-2                 |
| 185                   | Jesús del Pino (ESP)           | 134.                  |
| 186                   | André Evangelista (POR)        | HD-5                  |
| 187                   | Óscar Hernández (ESP)          | 76.                   |

| Efapel EFP | Efapel EFP            | Efapel EFP |
| ---------- | --------------------- | ---------- |
| Nr.        | Rytter                | Placering  |
| 191        | Sérgio Paulinho (POR) | 146.       |
| 192        | Luís Mendonça (POR)   | 60.        |
| 193        | Tiago Machado (POR)   | 49.        |
| 194        | Tiago Antunes (POR)   | 140.       |
| 195        | Pedro Paulinho (POR)  | DNF-4      |
| 196        | Nicolás Sáenz (COL)   | 57.        |
| 197        | Gerard Armillas (ESP) | 125.       |

| Kelly-Simoldes-UDO KSU | Kelly-Simoldes-UDO KSU  | Kelly-Simoldes-UDO KSU |
| ---------------------- | ----------------------- | ---------------------- |
| Nr.                    | Rytter                  | Placering              |
| 201                    | Henrique Casimiro (POR) | 66.                    |
| 202                    | Luís Gomes (POR)        | 40.                    |

| intet hold ___ | intet hold ___            | intet hold ___ |
| -------------- | ------------------------- | -------------- |
| Nr.            | Rytter                    | Placering      |
| 203            | Venceslau Fernandes (POR) | 129.           |

| Kelly-Simoldes-UDO KSU | Kelly-Simoldes-UDO KSU   | Kelly-Simoldes-UDO KSU |
| ---------------------- | ------------------------ | ---------------------- |
| Nr.                    | Rytter                   | Placering              |
| 204                    | Rafael Lourenço (POR)    | 72.                    |
| 205                    | Pedro Miguel Lopes (POR) | 102.                   |
| 206                    | Fabio Costa (POR)        | 133.                   |
| 207                    | Pedro José Lopes (POR)   | 158.                   |

| LA Alumínios-LA Sport LAA | LA Alumínios-LA Sport LAA | LA Alumínios-LA Sport LAA |
| ------------------------- | ------------------------- | ------------------------- |
| Nr.                       | Rytter                    | Placering                 |
| 211                       | Emanuel Duarte (POR)      | 136.                      |
| 212                       | Gonçalo Leaça (POR)       | 107.                      |
| 213                       | André Ramalho (POR)       | 91.                       |
| 214                       | David Ribeiro (POR)       | 149.                      |
| 215                       | Marvin Scheulen (POR)     | 120.                      |
| 216                       | Bruno Silva (POR)         | 138.                      |
| 217                       | Carlos Salgueiro (POR)    | 154.                      |

| Miranda-Mortágua MIR | Miranda-Mortágua MIR         | Miranda-Mortágua MIR |
| -------------------- | ---------------------------- | -------------------- |
| Nr.                  | Rytter                       | Placering            |
| 221                  | Hugo Sancho (POR)            | 103.                 |
| 222                  | Gaspar Gonçalves (POR)       | 89.                  |
| 223                  | Daniel Freitas (POR)         | 96.                  |
| 224                  | Joaquim Silva (POR)          | 50.                  |
| 225                  | João Barbosa (POR)           | 153.                 |
| 226                  | Ángel Sánchez Rebollid (ESP) | 115.                 |
| 227                  | Leangel Linarez (VEN)        | 160.                 |

| Rádio Popular-Boavista RPB | Rádio Popular-Boavista RPB  | Rádio Popular-Boavista RPB |
| -------------------------- | --------------------------- | -------------------------- |
| Nr.                        | Rytter                      | Placering                  |
| 231                        | Alberto Gallego (ESP)       | 41.                        |
| 232                        | João Benta (POR)            | 83.                        |
| 233                        | Gonçalo Carvalho (POR)      | 95.                        |
| 234                        | Afonso Silva (POR)          | 101.                       |
| 235                        | Luís Felipe Fernandes (POR) | 32.                        |
| 236                        | Hugo Nunes (POR)            | 74.                        |
| 237                        | David Rodrigues (POR)       | 90.                        |

| W52-FC Porto W52 | W52-FC Porto W52      | W52-FC Porto W52 |
| ---------------- | --------------------- | ---------------- |
| Nr.              | Rytter                | Placering        |
| 241              | Amaro Antunes (POR)   | 10.              |
| 242              | Ricardo Mestre (POR)  | 79.              |
| 243              | Daniel Mestre (POR)   | 56.              |
| 244              | Jorge Magalhães (POR) | 152.             |
| 245              | Edgar Pinto (POR)     | 34.              |
| 246              | João Rodrigues (POR)  | 48.              |
| 247              | Samuel Caldeira (POR) | 84.              |